# 百面相
百面相（ひゃくめんそう）は、手ぬぐいやつけひげなどの簡単な小道具を用い、さまざまな顔に変えてみせる寄席芸である。別名は生人形、変相術などともいわれる。

## 歴史
文化時代に初代三笑亭可上が百眼と称して高座で目かつら着けて身振り手振りで物まねや声色、小噺をしたのが始まり、その後明治に名を「生人形」「変相術」などと名を変え現在に至る。
昔の百面相は自分の歯を全部抜いてしまい、顔の形を自由にしたものであるといわれた。
戦後は5代目柳家小さんが余芸で披露し波多野栄一も得意とした。現在では露の団四郎が得意にする。

## 百面相を演じた人
- 松柳亭鶴枝
- 柳家あやめ
- 三遊亭福圓遊
- 横目家助平
- 橘右團治
- 桂一奴
- 初代桂米太郎
- 先代三遊亭圓福
- 波多野栄一
- 高砂家ちび助
- 柳家小満ん
- 5代目柳家小さん
- 2代目金原亭馬の助